# Ignasi Carbó i Ortega
Ignasi Carbó i Ortega (Reus, 1840 - ? 1911) va ser un enginyer i polític català.
Estudià enginyeria a Barcelona i a l'acabar va estar un temps treballant a la Imprenta Nacional, a Madrid. Guanyà oposicions a catedràtic de Física i Elements de Mecànica a l'Escola de Maquinistes del Centro Obrero Católico de Gijón. Va conèixer a l'enginyer basc Juan José de Herrán, amb el qual va projectar la línia ferroviària de via estreta ja desapareguda, la del "The Anglo-Basco-Navarro Railway" Company, que unia Bergara a Guipúscoa amb Estella-Lizarra a Navarra passant per Vitòria, amb el càrrec d'enginyer en cap. Pel seu càrrec va tenir un paper important en la constitució de la societat amb els britànics. Dimití del càrrec el 1888, encara que conservà les accions que tenia. Un barri de Vitòria porta el nom d'Anglo-Vasco, en recordança d'aquest ferrocarril, ara convertit en part el seu trajecte en via verda.
Va ser també director de la fàbrica de teixits de cotó de Freixa, Soler i Segimon, de la de paper de Manuel María de Santa Ana i de la de tabacs de Santander. Simpatitzant del Partit Progressista, va ser elegit diputat a les eleccions generals espanyoles de 1871. També va ser diputat provincial a la Diputació de Tarragona per tres vegades. Va publicar un llibre de tema econòmic: La Reforma arancelaria que conviene a España, Barcelona: Lluís Tasso, 1869, i uns Elementos de mecánica para uso de los alumnos de la Escuela de maquinistas del centro católico de Obreros de Gijón, Gijón, 1872.